# Wieselbruck (Lupburg)

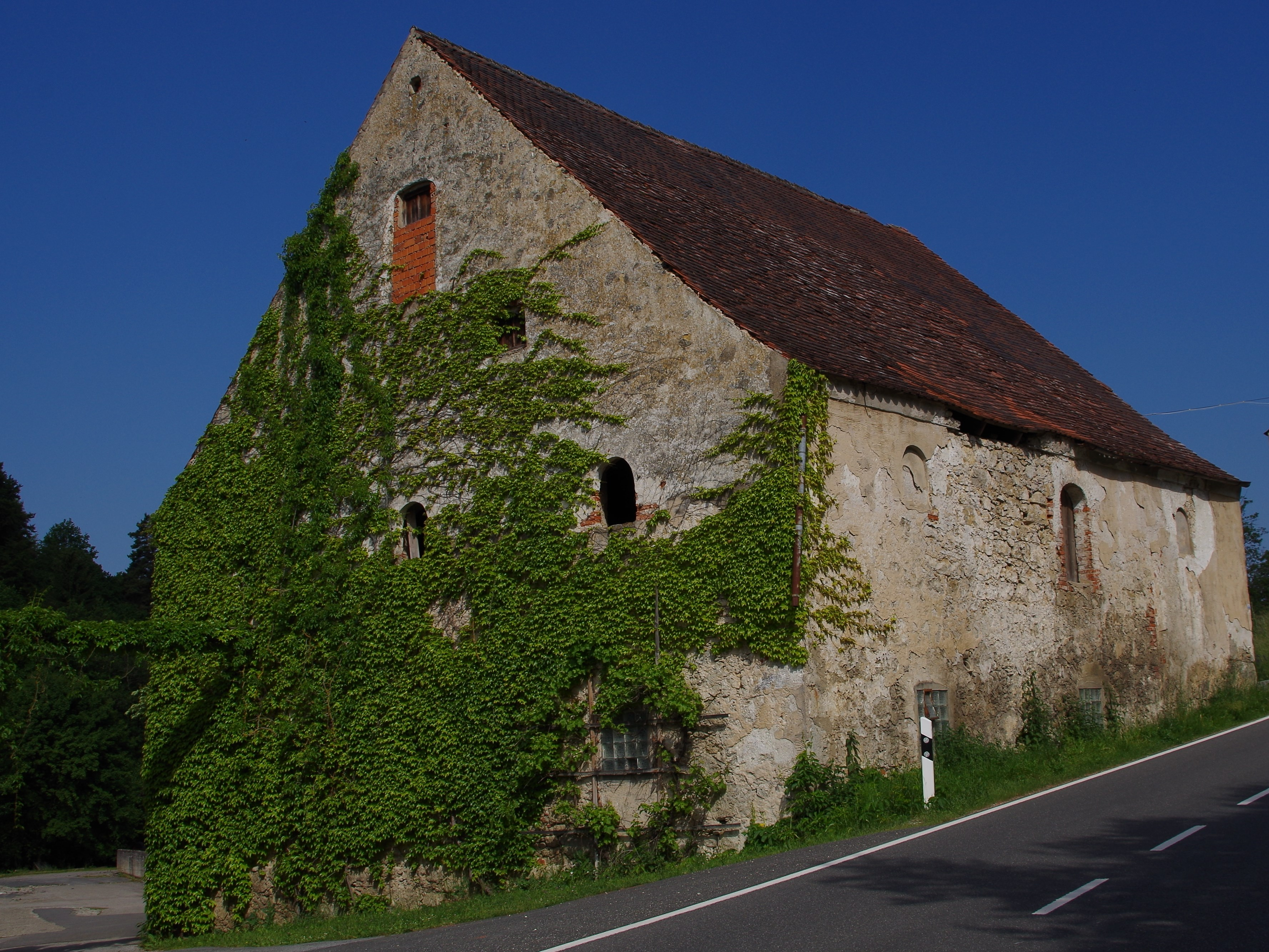
Mühle in Wieselbruck

Wieselbruck ist ein Gemeindeteil des Marktes Lupburg im Landkreis Neumarkt in der Oberpfalz.

## Geographie
Die Einöde Wieselbruck liegt etwa 1,7 km östlich des Ortskerns von Lupburg an der Schwarzen Laber.

## Geschichte
Im ersten bekannten Lupburger Urbar aus dem Jahr 1300, das Konrad von Lupburg, nachdem er 1296 zum Bischof von Regensburg gewählt wurde, anlegen ließ, wurde auch Wieselbruck (Wiselprugk) genannt. Konrad besaß eine Reihe von Lehen, darunter auch den Zehent aus dem Hof Wieselbruck (Wiselbruck) eines Konrad von Mulsheim. Im Salbuch aus dem Jahr 1300 wird der Herrschaft Lupburg die Gerichtsbarkeit neben zahlreichen anderen Orten auch über Wieselbruck zugeordnet. Die Besitzer der Mühle hatten Wachdienste auf der Lupburg zu leisten.
Im Jahr 1516 erwarb Sebastian zu Parsberg die Mühle in Wieselbruck. In den folgenden Jahrzehnten wechselten die Besitzer der Mühle mehrmals. In den Jahren 1711 bis 1719 kam es zwischen dem Besitzer der Mühle in Wieselbruck und dem Eigentümer der nahe gelegenen Mühle in Eggenthal zu Streitigkeiten wegen eines Wasserbaues an der Eggenthaler Mühle. Durch das dort aufgestaute Wasser wurde die Fließgeschwindigkeit für die Mühle in Wieselbruck zu niedrig. Die Besitzer der Wieselbrucker Mühle forderten die Beseitigung dieses Missstandes. 
Zur Mühle, die im Jahr 1805 abbrannte, gehörten die reale Mühlengerechtigkeit und die reale Schneidsägegerechtigkeit. Die Säge ist auch heute noch in Betrieb.